# Robert Rogers
Robert Rogers (Methuen, 7 novembre 1731 – Londra, 18 maggio 1795) è stato un militare britannico.
Fu un uomo di frontiera dell'America Coloniale. Rogers servì nell'esercito inglese durante la Guerra Franco-Indiana e la Rivoluzione Americana. Durante la Guerra Franco-Indiana Rogers creò e comandò i famosi Rangers di Rogers.

## Primi anni
Robert Rogers nacque da James e Mary McFatridge Rogers il 7 novembre 1731, a Methuen, una cittadina situata nella parte nordorientale del Massachusetts. A quell'epoca, la città fungeva da campo base per i colonizzatori Ulster-Scozzesi diretti verso le selvagge terre del New Hampshire.
Nel 1739, quando Robert aveva otto anni, la sua famiglia si trasferì a Great Meadow, un distretto del New Hampshire nelle vicinanza dell'attuale Concord, dove James, un immigrato Irlandese, fondò un acampamento di 2190 acri, che egli chiamò Munterloney, dal nome di un luogo collinoso sito a Derry, in Irlanda. Robert si riferì sempre a questa residenza della sua infanzia chiamandola "Mountalona." Successivamente essa fu ribattezzata Dunbarton.
Nel 1740 la Guerra di Successione Austriaca (1740-1748) scoppiò in Europa e nel 1744 essa raggiunse il Nordamerica dove divenne nota col nome di Guerra di Re Giorgio (1744-1748). Durante la giovinezza di Robert (1746) si arruolò nella milizia del New Hampshire come volontario nella Compagnia di Scout del Capitano Daniel Ladd e, nel 1747, ancora come volontario, nella Compagnia di Scout di Ebenezer Eastman, anche in questo caso come guardia di frontiera del New Hampshire.
Nel 1754 Robert fu coinvolto in una banda di contraffattori. Fu accusato ma il caso non fu mai portato in tribunale.

## Guerre Franco-Indiane
Nel 1755 la guerra divampava nelle colonie, diffondendosi poi anche in Europa. Inghilterra e Francia si dichiararono guerra a vicenda. Gli Inglesi subirono una serie di sconfitte, come quella di Braddock. Incoraggiati dalle vittorie dei Francesi, gli Indiani lanciarono attacchi selvaggi lungo la frontiera coloniale con lo scopo di spingere i coloni inglesi in mare.